# Pavle Riđički
Hadži Pavle Riđički (Mokrin, 1805 — 1893) bio je srpski svetski putnik i advokat.

## Biografija
Rođen je u familiji koja je iznedrila više sveštenika, advokata i oficira.
Nakon studija prava u Bratislavi, Pavle postaje advokat, a posthumnim dodeljivanjem kraljevskog prava na posed Skribešće, oko 20 km južno od Lugoša, u današnjoj Rumuniji – njegovom ocu Simeonu 1837. godine, dobija i plemićku titulu. Kao zemljoposednik, industrijalac i plemić, Pavle je aktivni učesnik u kulturnom životu Srba u Pešti i Beču. Postaje član Matice srpske 1837. godine, član Ustavotvornog odbora Vojvodovine srpske 1849. godine.
Sa ženom Jelenom nije imao dece, te je usinio Kornelija Stankovića, potonjeg čuvenog kompozitora, koji o svom meceni kaže : „Plemeniti gospodin Pavle Riđički primio se mene još u ranoj mladosti. Bez njegove i moralne i materijalne otačeske pomoći ne bih mogao ni prvi temelj u veštini napraviti“.
Na svom putovanju po Bliskom istoku i Egiptu, u svojoj 82. godini života, Pavle Riđički je u Luksoru kupio staroegipatsku mumiju, koju je, zatim, poklonio Narodnom muzeju u Beogradu. Donatorstvom mumije (kasnije poznatoj kao Beogradska mumija) 1888. godine, Riđički se može smatrati i utemeljivačem egiptologije u Srbiji.
Sava Kosanović ga je sreo u Kairu (u patrijaršijskoj sali) u januaru 1888. i o njemu je zapisao, da je Pavle mislio da je on patrijarh, a Kosanović da je Pavle neki konzul. Starac Pavle je imo sedu bradu i rekao mu je da je pravoslavni Srbin iz Ugarske, vitez Skribešanski. Tu je došao radi zdravlja, a proputovao je mnoge zemlje i u Rimu imao susret i sa papom. U Nubiji je kupio mumiju, koju je planiro pokloniti Matici srpskoj ili biogradskom muzeju.
Prvi je Srbin koji se popeo na stenu Nordkap na Špicbergu, najseverniju tačku Evrope, u leto 1887 u osamdeset trećoj godini.
Umro je 1893. godine.

## Literatura
- Anđelković, Branislav (1995). „Pavle Riđički - donator Beogradske mumije: rekonstrukcija puta na Bliski istok 1888”. Godišnjak za društvenu istoriju. II/3. Приступљено 19. 7. 2019.
- Косановић, Сава (2019). Крстом и пером, сабрани списи. Епархија будимљанско никшићка - Никшић и Институт за теолошка истраживања - Београд. ISBN 978-86-7405-217-4.

## Spoljašnje veze
- Beogradska mumija
- Kako je Pavle Riđački poslao mumiju poštom za Beograd („Večernje novosti”, 13. oktobar 2017)